# Bostonia
Bostonia est une census-designated place située dans le comté de San Diego, dans l’État de Californie, aux États-Unis. Sa population s’élevait à 15 379 habitants lors du recensement de 2010.

## Démographie
| 1990   | 2000   | 2010   | - | - | - |
| ------ | ------ | ------ | - | - | - |
| 13 670 | 15 169 | 15 379 | - | - | - |

## Source
- (en) Cet article est partiellement ou en totalité issu de l’article de Wikipédia en anglais intitulé « Bostonia, California » (voir la liste des auteurs).

1. ↑  « Statistiques des États-Unis (Californie) - Profils des communautés de 2010 » (consulté en novembre 2020)